# Mágia
A mágia (ógörög: μαγεία) ógörög eredetű szó, jelentése szerint ’varázslás’, ami az óperzsa mager alakból vezethető le. Eljárások rendszere; a fizikai erők kiiktatásával, pusztán akaraterő és meghatározott gyakorlatok, mozgások, jelek segítségével az élőlényekre, tárgyakra, eseményekre gyakorolt befolyás művészete. Olyan, gyakran ritualizált cselekményekkel kieszközölt hatások előidézése, amelynek erőforrása nem figyelhető meg.
Aleister Crowley így fogalmazta megː „Oly tudomány és művészet, amely az akarattal összhangban változást idéz elő.” A mágia azon a gondolaton nyugszik, hogy a világon mindent áthat a transzcendencia. Ha pedig így van, akkor a mágusok megpróbálnak meríteni ebből az energiából, hogy hatást gyakoroljanak olyan eseményekre, amelyeket racionális értelemben nem befolyásolhatnának.
A mágia eredetileg a mágusok tudománya, később a varázslók titkos cselekedeteinek többnyire negatív megjelölése.
A mágus az ókori Iránban általános elnevezése volt a gyógyító, álomfejtő  zoroasztriánus papságnak, akik egyszerű, önmegtagadó életet éltek, ismerték és tanították a vallási bölcsességet és indoiráni kultuszt végeztek.  A kifejezés a hellenisztikus kortól már a varázslók és asztrológusok megjelölése.

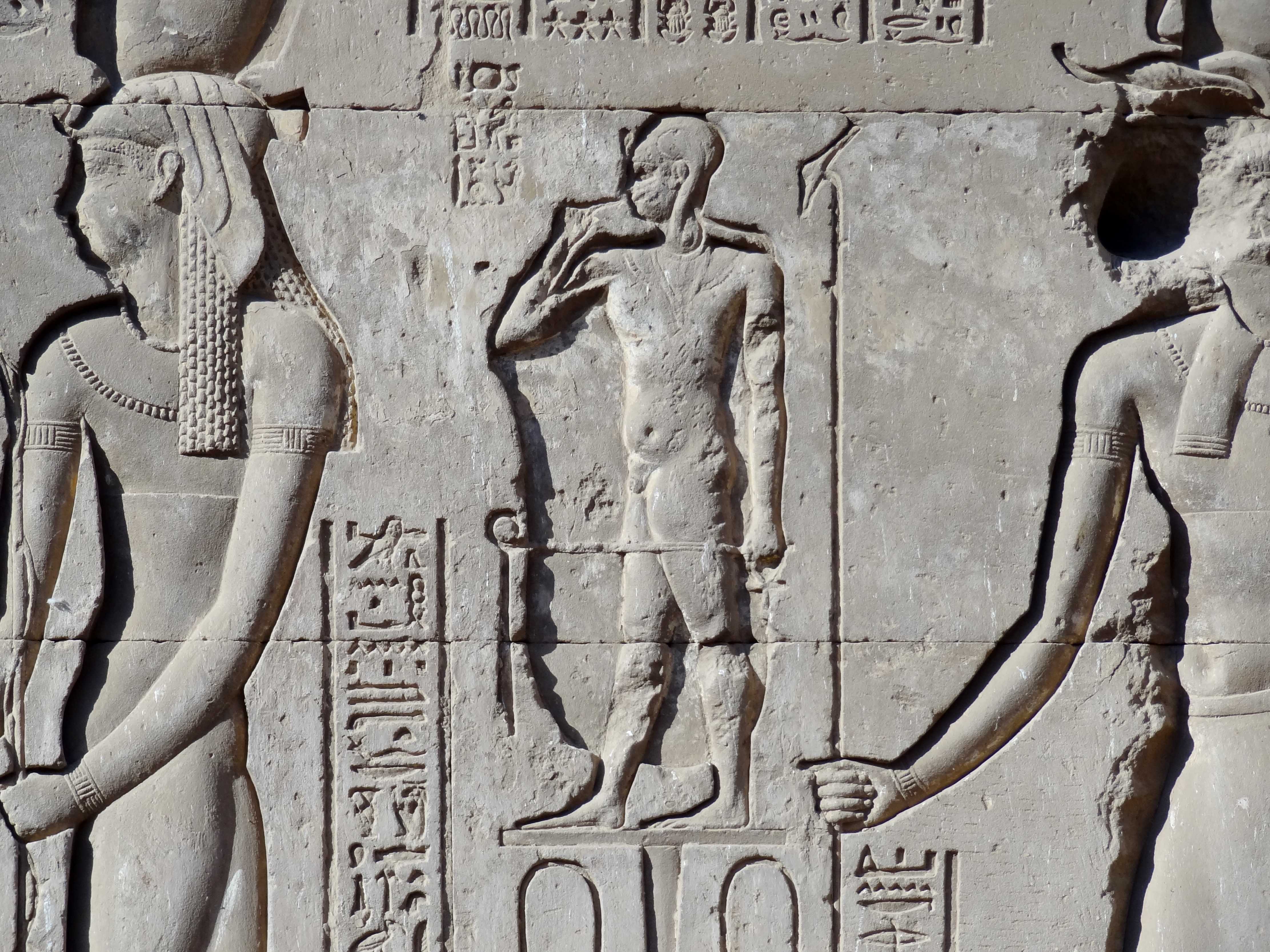
Heka, a mágia megszemélyesített egyiptomi istenének ábrázolása Eszna ókori templomán

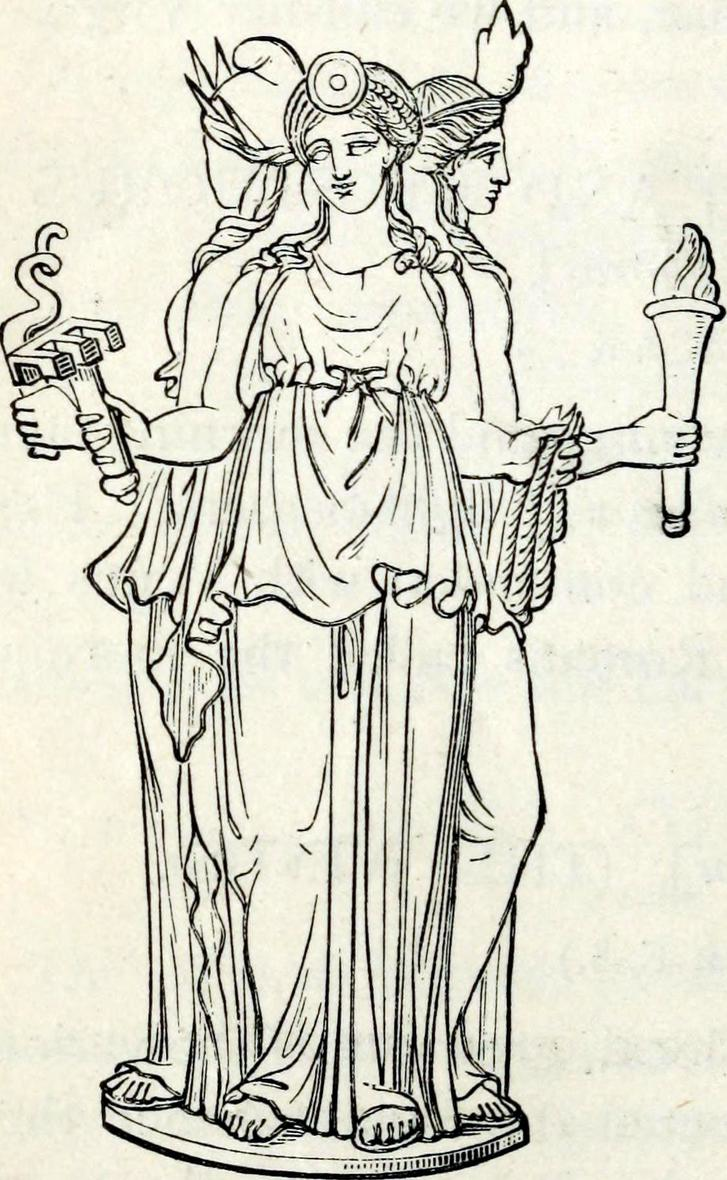
Hekaté, a varázslat ókori görög úrnője

## Jellemzői
A mágia egy tudományban egyesíti a filozófiát és a vallás tévedhetetlenségét és örökkévalóságát. Önértelmezése szerint az abszolút tudás, a beavatottság legmagasabb foka.
„A mágia a legmagasztosabb, abszolút és isteni bölcsessége a természeti filozófiának.”
A nyugati mágiát a nagyfokú rugalmasság jellemzi. Hosszú élettartama azt sugallja, hogy mélyen az emberi pszichében gyökerezik. Ezzel a mágia az emberi kultúra egyik legrégebbi, minden évszázadban feltámadó világképnek bizonyul. Hagyománya lényegében alig változik, a ma emberének is ugyanazt a nagy valóságot tanítja, amiként azt évszázadokkal vagy évezredekkel ezelőtt egy Platón, egy Paracelsus vagy egy Novalis értették: A nagy tanítást, hogy az ember léte isteni eredetű és halhatatlan. Azt, hogy az emberi szellemnek nincs nagyobb kalandja, mint ezt önmagának fokozatosan megtapasztalnia, átélnie és azután minden cselekedetében láthatóvá tennie.
A mágikus gondolkodás - az emberi gondolkodás legősibb típusa - már kétségtelenül kreatív gondolkodás. A modern korban a tudományos gondolkodás háttérbe szorította. A szellemi életben betöltött inspiratív szerepe azonban napjainkban is töretlenül fejlődik tovább.
Az okkult (latin: ’rejtett, titkos’) tanok az emberi lélek rejtett képességeit kutatják. A nem mindenki számára elérhető, kísérletileg sem igazolható gazdag tapasztalatok rendszerezését szükségszerűen titkos társaságoknak kellett felvállalniuk koronként. A mágia a katolikus egyház magyarázata szerint az okkult hatalmakkal való kapcsolatot akarja létrehozni. Az egyház nézete szerint az, aki a mágiát gyakorolja, úgy tesz, mintha hatalma lenne az okkult hatalmak felett, és mint ilyen, veszélyes magára a varázslóra is.
A mágia szorosan összefügg a vallással, illetve az okkultizmussal. A vallás és a mágia viszonyának meghatározásában sokszor a mana fogalmára támaszkodnak.
Teológusok szerint a kereszténység ellentéte, mivel a mágia a kényszerítő cselekvések hagyományosított rendszerét működteti, amelyben természetfeletti erőket vesznek igénybe. A mágiával és az okkultizmussal szemben a kereszténységben alapvető az Istenre hagyatkozó beállítottság és az imádság, amely mindent Istentől vár és az ő dicsőítését keresi. A vallás elsősorban a túlvilágra, a mágia az evilágra tekint.

## Mágia és boszorkányság
Míg a mágia az okkult erőknek való parancsolás művészete, a boszorkányság egy természetvallás, amely megpróbál ezen hatalmaknak parancsolni. A mágus beavatott, a boszorkány (a múltban) viszont egyszerű, vidéki ember, egy törzsi-falusi mediátor alak volt. A mágus tanult, az ezoterikában jártas, abban művelt ember. A boszorkány a tradíciókat alkalmazó ember, többnyire a pogány vallások valamelyikének a követője, aki a társadalom perifériáján végzett közvetítő tevékenységet az élők világa és a szellemvilág között, miközben gyakran a helyi közösség gyógyító, bába, valamint méregkeverő szerepét is betöltötte.

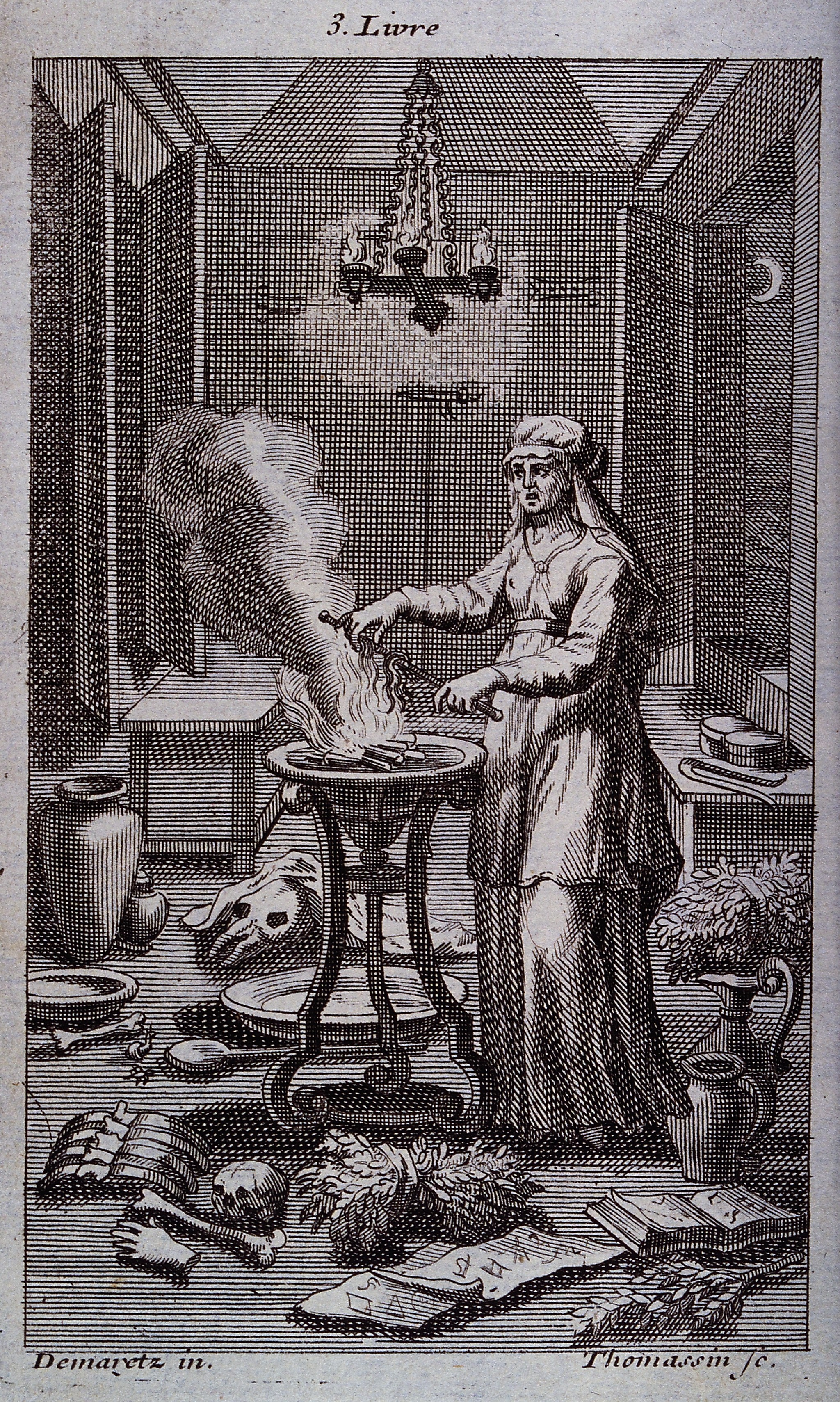
Egy boszorkány varázslatokat vet egy gőzölgő üstre

A boszorkány szó egyes kutatók szerint a kora középkor (589) előtt nem szerepel az írott szövegekben, és ezután is mindig a vidéki emberekkel kapcsolatban jelent meg. A boszorkányság, úgy tűnik, az antik vallásokból származik, és szóhagyomány útján terjedt. Gyakran öröklődött, mert a receptek anyáról leányra, apáról fiúra szálltak. Azok az emberek, akik nem boszorkányok gyermekei, grimoárok segítségével ismerkedtek a boszorkánysággal.

## Történelem

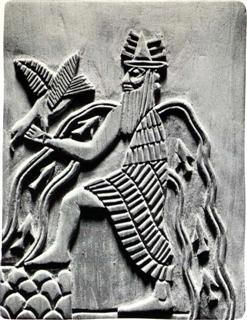
Enki (Ea) a mágia sumer és babiloni istene

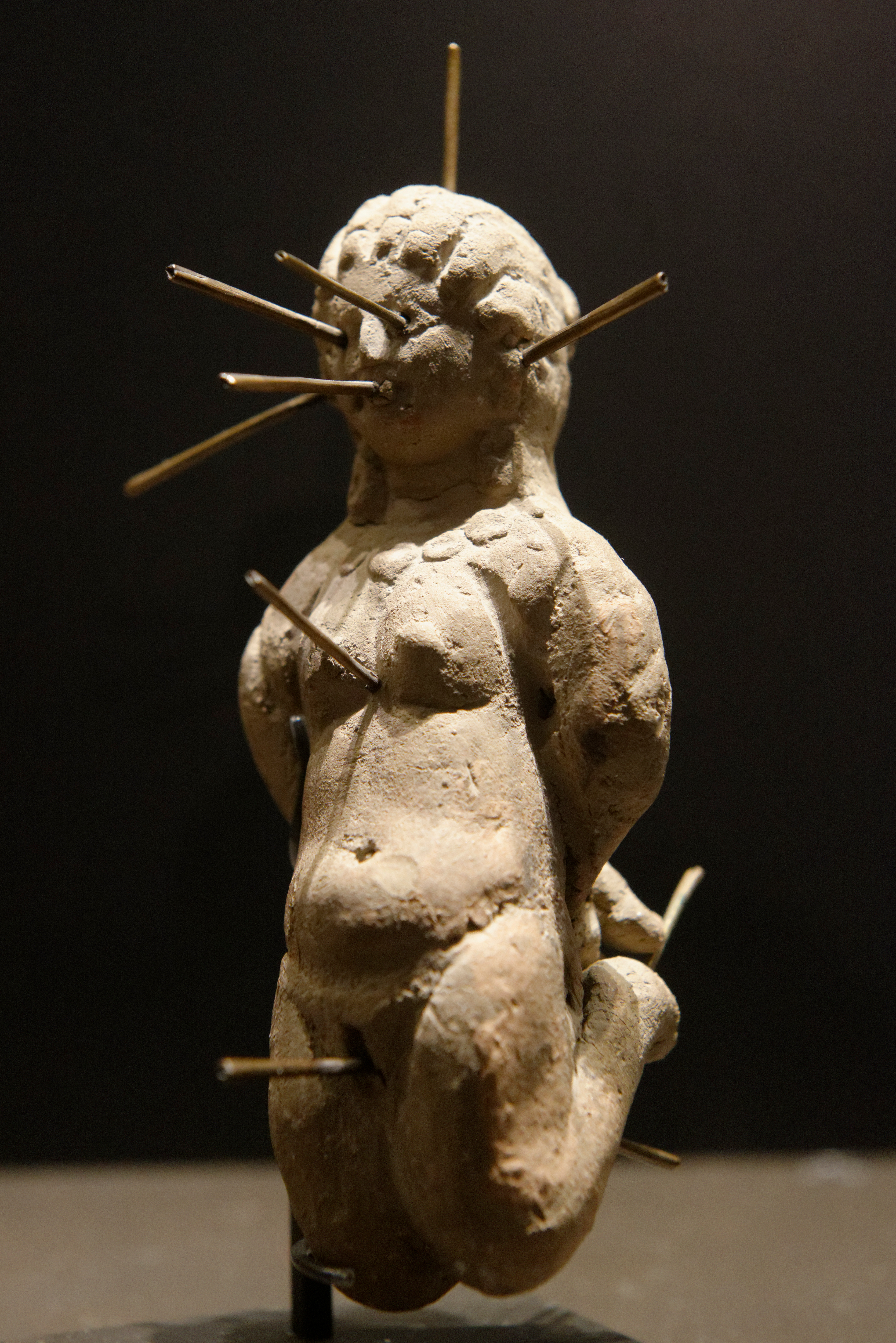
Egy hátrakötött kezű, késő ókori egyiptomi agyagbaba tűkkel megszúrva (Louvre)

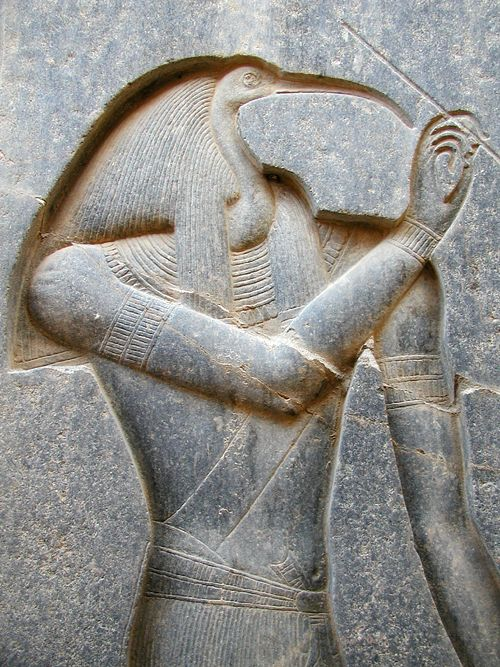
A mágia egyiptomi istene, Thot a luxori templomban

Hórusz szeme mágikus szimbólum volt Egyiptomban

A mágia eredete a legősibb időkig vezethető vissza. Az őskori emberek különböző rítusokat azzal a meggyőződéssel végeztek, hogy azzal analóg módon hatnak a valóság eseményeire. Ilyen volt a sikeres vadászat előzetes eljátszása vagy más módon történő ábrázolása is. (Hasonló elemek a sámánizmusban a mai napig fellelhetők.) Később a varázslás az ókori civilizációkban fejlődött tovább. Az ókori egyiptomiak, perzsák, babilóniaiak, görögök, rómaiak mágikus rendszereket fejlesztettek ki, amelyek később nagy befolyással voltak a nyugat mágikus művészetére. 
A kultúra történetében, főleg a Dél-Mezopotámiából származó mágia jelentős; talán onnét terjedt át a médekhez, perzsákhoz, egyiptomiakhoz.  A sumerek irodalmuk kialakulása idején már kialakult vallási elképzelésekkel rendelkeztek az embereknek s a náluk sokkalta hatalmasabb természetfeletti lényeknek egymáshoz való viszonyáról. Világukat megszámlálhatatlanul sok természetfeletti erő, démon töltötte be, akik állatokban, fákban, növényekben, tárgyakban, csillagokban s a tengerben, fenn az égben vagy magában az emberben lakoztak. A varázsszövegekből kitűnik, hogy minden rosszat és kellemetlent a démonoktól származtattak, és különféle varázsigék vagy szertartások alkalmazásával próbálták rontó hatásukat megszüntetni. A társadalom vallását a papok irányították, és leggyakrabban a máguspapok, a jósok, ráolvasók és démonűzők találkoztak az emberekkel.
Egyiptomban a fáraókat született varázslási képességekkel bíró isteni királyoknak tartották. Az egyiptomi társadalomban a varázslók a papok voltak, akik e tevékenység során a fáraókat helyettesítették. Az egyszerű emberek között már akkor előfordultak népi varázslók és gyógyítók. Az egyiptomi mágia rendszeréből származnak például a mágikus nevek, amelyeket gazdagon használtak a középkori és reneszánsz Európában. 
Az ókori Egyiptomban például a hasonlósági mágiát, – melynek során agyag- vagy viaszbabákat szúrtak át vagy égettek el, törtek össze, – számtalan célra, politikaira is felhasználták. Szakkarában a régészek durván megmunkált szobrocskákat találtak, amelyek hátrakötözött kezű hadifoglyokat ábrázoltak, Egyiptom egy-egy ellenségének nevével. Nyilvánvalóan azért ásták el őket a sírok között, hogy így idézzék elő a szobrokon megnevezett személyek halálát. Thébában az ellenséges birodalmak királyainak nevét agyagedényekre írták, majd ezeket összetörték, nyilván ugyanazzal a céllal, mint az előbbi esetben. 
Úgynevezett átoktáblákat is létrehoztak, amelyek feliratos kisméretű ólomlemezek voltak, azzal a céllal, hogy ártó módon, természetfeletti eszközökkel befolyásolják más személyek vagy állatok cselekedeteit vagy egészségét. Készítésére például Egyiptomban pontos recepteket adtak egyes feltárt papiruszok. De nem csak maga a megírt ólomlemez volt az átok, hanem mellette más mágikus szertartásokat is elvégeztek.
A perzsák csak a gonosz szellemek fölött keresték a hatalmat, míg az iratok alapján az egyiptomi papok uralkodtak valamennyi szellem fölött, kiknek segítségével varázsoltak, csodákat vittek véghez. Babilóniában a mágia korán egyesült az asztrológiával; a perzsáknál egész nagy rendszerré fejlődött; innét van, hogy az iráni pap (mágus) neve ment át a görög nyelvbe a varázserejű egyén megnevezésére; ebből keletkezett a görög mageia.

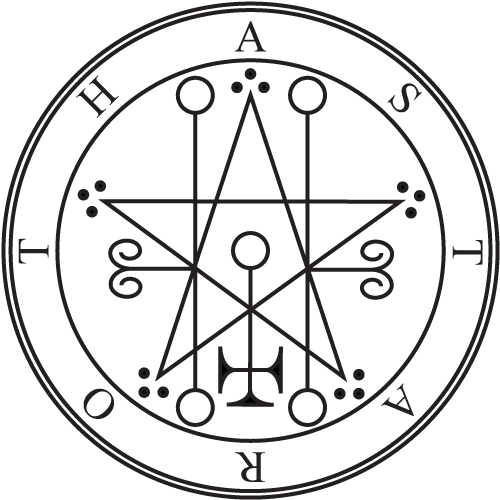
Astaroth pecsétje

Az ókori zsidók is ismerték a mágiát és nem kételkedtek a létezésében. A bibliai csodák nem nagyon különböznek a mágikus csodatételektől, a különbség csupán annyi, hogy míg az egyik JHVH akaratával, a másik a gonosz segédletével jön létre. Mózes II. könyve alapján az egyiptomi fáraó udvarában is voltak olyan "bölcsek és varázslók", akik Mózes és Áron csodatételeit utánozni tudták, a botot kígyóvá varázsolták, és békák rajait idézték elő. Mózes a zsidók sivatagi vándorlása során Isten parancsára állított fel egy rézkígyót ábrázoló szobrot. A kígyómarás áldozatainak elég volt csak felnézniük rá, s meggyógyultak. A Héber Biblia számos csodáról ír, többek közt Illés, Elizeus és Dániel prófétáknál. Dániel könyve a babiloni királyi udvarban varázslók, mágusok és jósok jelenlétéről ír. Egyes mondák szerint Salamon király is varázsló volt, ez viszont a Bibliában nem található meg.
A görögök magas és alacsony mágiát különböztettek meg. A magas mágiát, amelynek során istenségeket és szellemeket idéztek meg, theurgiának (θεουργία theourgía) nevezik. Theurgiával mindenekelőtt az újplatonisták, a vallási és filozófiai rendszerek ismerői foglalkoztak, amely a Kr. e. 3. században keletkezett Alexandriában, és Platón, valamint más görög filozófusok doktrínájával keveredett, úgymint a keleti miszticizmussal, judaizmussal és kereszténységgel. Platón maga hitt a mágia morális semlegességében.
Püthagorasz nemcsak mint filozófus, de mint varázsló is él a hagyományban. Thalész hitt a démoni jelenésekben, és Platón is tud démonokról, kik az embereknél felsőbb lények és hatnak a világban. Az Állam című művében arról ír, hogy a jósok (manteis) jómódú emberekhez kopogtatnak be, és azt állítják, hogy a ráolvasás (epódé) által megszerezhető varázserővel rendelkeznek és az istenségeket bizonyos igézések (epagógé) és mágikus kötések (katadesmos) segítségével rá tudják venni, hogy nekik szolgáljanak. A Törvények című művében még részletesebben ír e varázslatokról.
Szókratészt, a nagy athéni filozófust általában nem tekintik mágusnak. Mégis, mélyen átélt filozófiai elmélkedéseinek időszakai egyfajta transzállapotnak tűnnek, amelyben „démonja” szólt hozzá. Erről Platónnál találunk utalást.
Platón elmondása szerint Szókratész egy alkalommal 24 órán keresztül állt megigézetten. Ő tesz említést arról, hogy tudóstársa gyermekkorától kezdve hallott egy „hangot”, amely – sajátos alkalmakkor – megjósolta neki jó vagy balsorsát. Arisztophanész „A madarak” című színdarabjában Szókratészt úgy ábrázolja, amint éppen egy szeánszon elnököl.
Később a görögök – például Arisztotelész – megkérdőjelezték a kapcsolatba kerülés lehetőségét a természetfölöttivel. A mágia alacsonyabb fokát maegia-nak (varázslásnak) nevezték, ám az 5. század környékén úgy tekintettek rá, mint csalásra és hazugságra. Csupán az egyszerű emberek közül kikerülő egyének foglalkoztak ezzel, akik azt állították, hogy természetfeletti képességekkel rendelkeznek és megvesztegetésért segítettek a többieken. E mágia legalacsonyabb formája a goetia  (γοητεία goeteía) melynek során ráolvasásra került sor és különféle filtereket és kotyvalékokat kevertek össze.
A Római Birodalomban a görög és egyiptomi mágia keveredett. A jóslás volt a mágusok egyik foglalkozása. A rómaiak varázseljárásokat is használtak, hogy legyűrjék ellenségeiket és politikai hatalmat biztosítsanak maguknak. Időnként azonban üldözték őket. Jóllehet a római emberek körében a varázslás közkedvelt volt, mégsem volt szabad nyilvánosan űzni; Cornelius császár idején is halállal büntették.
I. sz. 77-ben idősebb Plinius bár elismerte a mágia erős hatását a múlt és jelen sok népére, kijelentette, hogy a varázslók vagy csalók vagy bolondok. A mágia haszontalan és értelmetlen; az emberiség pedig hálás a római államnak, mert megszüntette az emberáldozatot, ezt a gyalázatos mágikus rítust. Állította, hogy a mágia alapítója a perzsa Zarathusztra volt, de mert figyelmen kívül hagyta azt a tényt, hogy a zoroasztriánusok irtóztak az emberáldozattól, megingatta egyik legerősebb érvét.
Nero, akit Plinius szkeptikusként mutat be, bizonyosan ellenséges volt a mágiával szemben és hitt abban, hogy a közemberek körében az veszélyes az államra. Hivatalos álláspontja ellenére mágusok tanácsát kérte ki politikai ügyekben. Babilus, az asztrológus az égből olvasta ki Nero ellenségeinek nevét, akiket aztán a császár megsemmisített. Nero feleségének, Poppeának  háznépéhez is jós tartozott, és az asszony termei asztrológusokkal voltak teli.
Quod licet lovi, non licet bovi – amit szabad Jupiternek, nem szabad az ökörnek: a cézár kikérheti a jövendőmondó tanácsait, de a népnek tartózkodnia kell ettől. Tiberius megtiltotta a nyilvános és titkos jóslást a levágott állatok beleiből, és uralkodása alatt a varázslókat és asztrológusokat kiűzték Itáliából. Tiberius alatt egyszerre négyezer rómait szállítottak Szardiniára mágia vétsége miatt.
Feltehetőleg 400 körül az indiai Patandzsali megírta a Jóga-szútráit, amelynek harmadik fejezete számos módszert említ, amelyekkel mágikus képességekre, ún. sziddhikre tehet szert a jóga tanulója.
A kereszténység a pogány kultuszon és annak mágikus rituáléin a 4. században kerekedett felül. Az egyház elítélte a mágikus tevékenységet, még akkor is, ha jó szándékú volt. 364-ben választotta külön a vallástól, amikor a laodiceai zsinat  kiadta a 36. kánont, amellyel megtiltotta a papok számára, hogy mágiával, asztrológiával és matematikával foglalkozzanak. Ezután még több száz évig megelégedtek a varázslók vagy mágusok az egyházból való kiűzésével vagy megbírságolásával, súlyosabb büntetés nélkül.
Mintegy 1500 évig az egyház a mágiát vagy égi jelnek, tehát jónak (ezt a szentek gyakorolták), vagy pedig az ördög eszközének, tehát rossznak ítélte. 

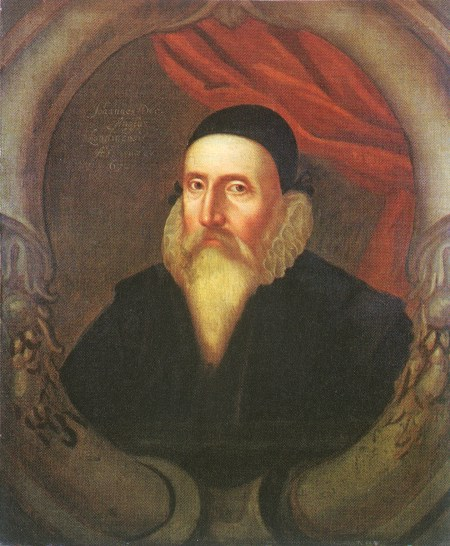
John Dee portréja

A keresztény középkort végigkíséri a varázslók, boszorkányok mágikus eljárásainak tiltása, az egyház ezekkel való szembenállása. Az egyház hivatalos álláspontja ugyan megkülönböztette a vallásos és a mágikus tevékenységet, de ezek kritériumai nem annyira a módszereket, mint inkább a gyakorlók személyét vették körül. A hivatásos varázsló szerepét a papság vette át. A ráolvasást – amely a mágia egyik eszköze – az egyház hivatalos benedikció (áldás) és exorcizmus (ördögűzés) rítusai töltötték be. Ilyen volt a ház, a szántóföld, az állatok megáldása, a házi eszközök hathatósabbá tétele, a „rossztól” való megtisztítása, a rossz idő vagy az élősködők elűzése, az ember megáldása az élet fordulópontjain, a betegek gyógyítása vagy az ördögűzés.
A benedikciók eszközkészletében – mind a szövegek, mind a rítusok gesztuskincsének és tárgyainak vonatkozásában – a mágia sok eleme fedezhető fel, amihez a klasszikus ókor által örökített pogány hagyományok is hozzájárultak. Noha az egyház szerint a szakramentáliák nem fizikai, hanem csak morális erővel rendelkeznek és a szentelt tárgyak nem közvetlenül, hanem Isten által gyakorolnak áldásos hatást, a benedikciók változatos sorát tudták magukba ötvözni a pogány vagy profán elemeknek. Az amulettek és az áldásszövegek bizonyítják, hogy ez a teljesen mágikus jellegű tárgy- és szöveghasználat nagyon is otthonos volt az egyházi gyakorlatban is.
A 7. és 17. század között bekövetkezett az alkímia aranykora, amely nem a mágia ága, jóllehet sok alkimista theurgikus varázsló volt. Az alkímia képezte a hermetika alapjait, amelynek eredete az ókori egyiptomiakhoz nyúlik vissza. 

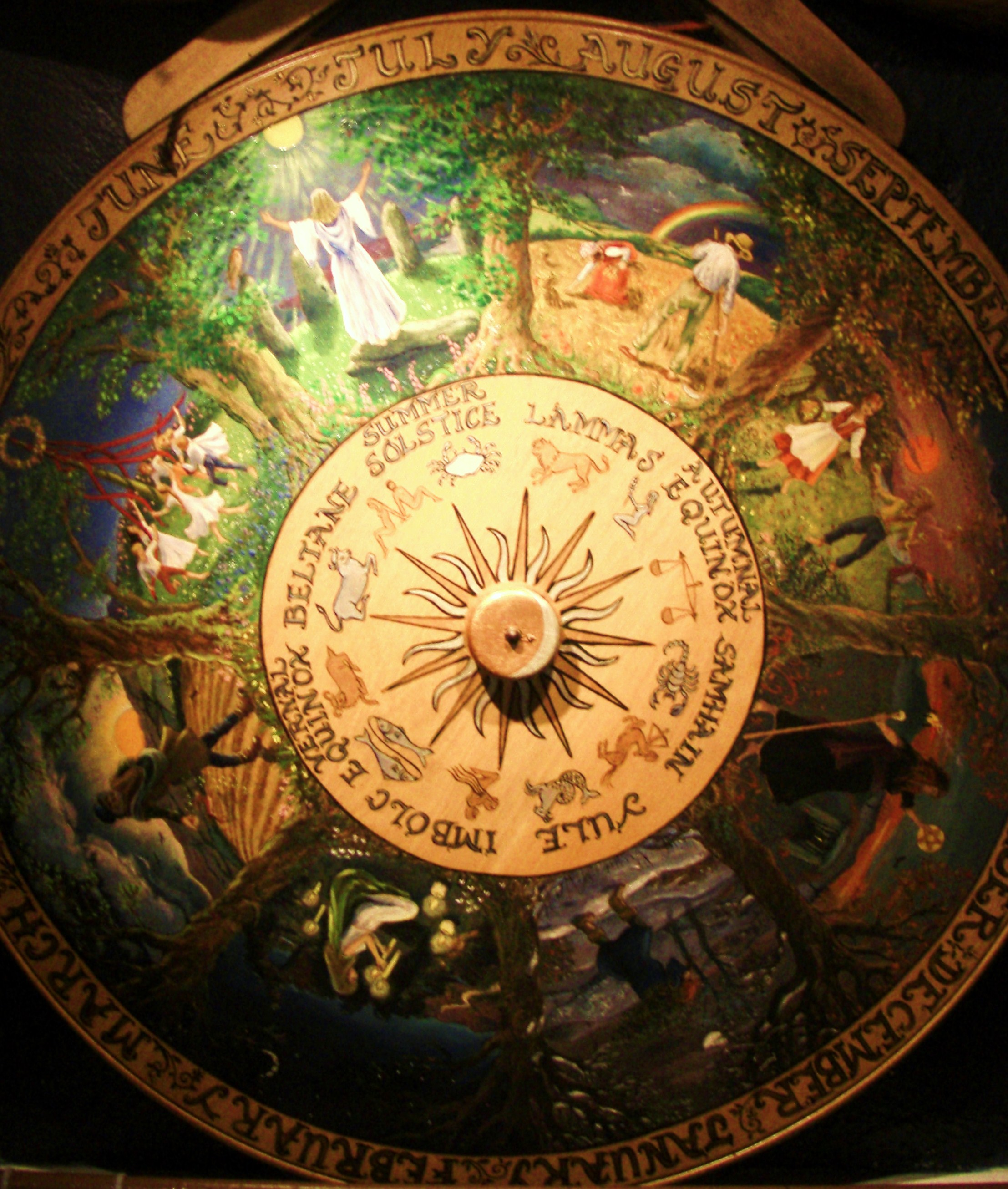
Újpogány évkör

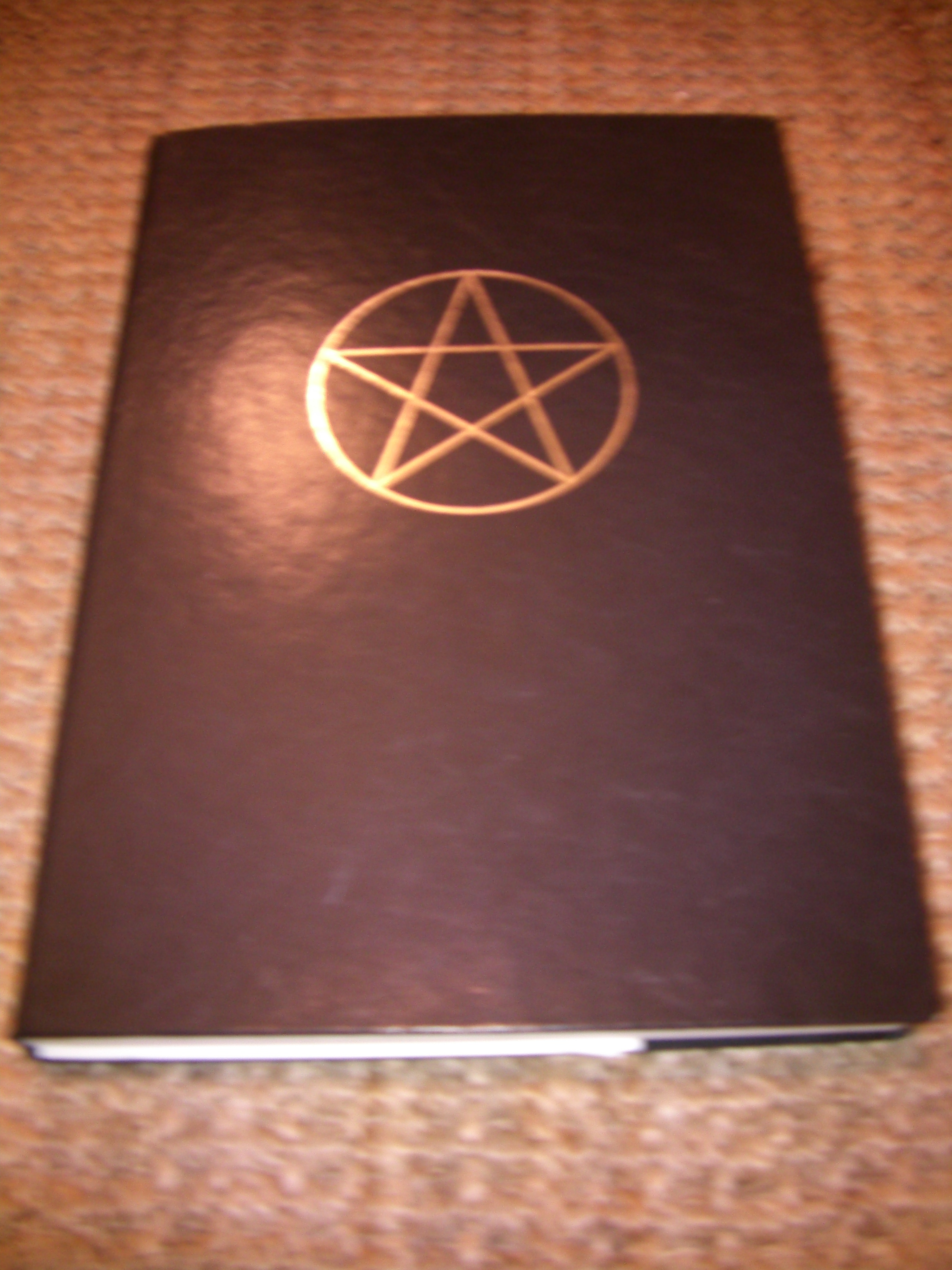
Árnyak könyve

A 8. és a 16. század között az újplatonizmusból a középkori mágia különböző formái fejlődtek ki, amelyek részét a kabbala és más keleti doktrínák képezik, amelyek többnyire a keresztes lovagok révén jutottak el Európába. A középkori mágia, mint rendszer a 12. században állapodott meg és tudósok, orvosok és alkimisták foglalkoztak vele. A 13. századig az egyház nem állta határozottan útját a mágiának, ám a 13. sz. végén és a 14. század folyamán eluralkodott az arisztotelészi filozófia, amely hirdette, hogy márpedig a természetes mágia nem létezik, azaz annak eredete isteni vagy démoni. 
A Keletre induló, 13. századi utazó, Marco Polo arról számolt be, hogy Kasmír varázslói „tetszésük szerint meg tudják változtatni az időjárást, és annyi rendkívüli dolgot visznek véghez, hogy aki nem látta, el sem hinné”. Majd arról írt, hogy Kína mongol uralkodóinak udvarában a varázslók a jelenlévők szeme láttára a nagykán ajkához tudják emelni a serleget, anélkül, hogy érintették volna. „És mindez naponta megtörténik.”
Európában a 15. századtól kezdve a mágusok tevékenysége egyre inkább korlátok közé szorult és megfélemlítettek lettek, jóllehet sohasem olyan mértékben, mint a boszorkányok, akiket eretnekség vádjával tömegesen végeztek ki (lásd boszorkányüldözés). Az európai mágia a virágzását a reneszánsz korban (16. század) érte el, melynek olyan neves képviselői voltak, mint Agrippa von Nettesheim, Paracelsus és az angol John Dee.
A 17. és 18. században közkedveltté váltak a titkos rendek, úgymint a szabadkőművesek és rózsakeresztesek, akiknek rituáléi a hermetikán, a taroton, a kabbalán és az asztrológián nyugodtak. Ebben az időszakban nagy népszerűségnek örvendtek a varázskönyvek, az ún. Idéző Könyvek.
A 17. és 18. századra datálódnak a modern szertartásos mágia kezdetei, amely a szellemekkel foglalkozó egységes rendszerben fejlődött ki. Szigorú fegyelmet és nagyfokú intellektuális erőt követel meg, amelyet nézetük szerint a varázsló vagy boszorkány a rituálékor szerez meg Istentől. Ezen erő kézhezvétele után képes irányítani a szellemeket és a legtöbb démont.
Az újpogányságban a theurgia (teurgia) és a goetia (goécia)  keveredik és a népi mágia, szertartásos mágia és szexuálmágia elemeit tartalmazza. A rituálék során különféle illatokat, színeket, hangokat, szimbólumokat és képeket használ. A varázsló vagy boszorkány segítségül hívja a természet erőit, az elementumokat és az elemi szellemeket, akik ezen erő felett uralkodnak, és egyidejűleg az istennő vagy istenség felé fordulnak.

## Útjai

### Fehér mágia
A fehér mágia  spirituális, gyógyító vagy általában pozitív célból művelt mágia. Az események befolyásolásának módszere valamely jó célból. A fekete mágia ellentéte. Az ezoterikában Jézust is fehér mágusnak tekintik. Jézus meggyógyította a hozzá könyörgő betegeket, pénzt azonban sohasem fogadott el. Hangsúlyozta, hogy vallási küldetéséhez mérten csodatételei csupán másodrendűek. Ez különbözteti meg őt a közönséges varázslóktól.
Akik a fehér mágiát végzik, azok rendkívüli önmegtagadásról és belső tisztaságról tesznek tanúbizonyságot; nem törekszenek hatalomra, sem dicsőségre. Egyetlen céljuk van: a Földet akarják úgy átalakítani, hogy Isten eljöhessen az emberek közé. Az ember nagysága, valódi ereje abban rejlik, hogy a birtokában levő erőket sohasem fordítja saját hasznára.

### Fekete mágia
A fekete mágia  gonosz vagy önző szándékkal művelt mágia. A fekete mágus vagy varázsló a sötétség természetfölötti erőit idézi meg vagy a szertartások során olyan erőket ébreszt fel, amelyek önös célt szolgálnak vagy akár egy másik személynek is ártanak.
A szerelem, dicsőség, pénz stb. megszerzésére vagy éppen az ellenségtől való megszabadulásra irányuló praktikák teljes mértékben fekete mágia.
Hosszú gyakorlatok után bárki képes természetfeletti mutatványokkal előállni, azonban a világvallások útjai, az Istenre hagyatkozás, a megvilágosodás vagy a megszabadulás másról szól.
Vannak, akik a démonomágia kifejezést ajánlják a fekete mágia helyett, de ezt is csak abban az esetben, ha a mágus nem ismeri tökéletesen azokat az erőket, amelyeket manipulál.

## Formái

### Nemessége szerint
Alacsonyabb rendű mágia
A mágia azon formája, amelynek célja hasznos vagy mindennapi hatások elérése. Ilyen eredmény lehet a nagy vagyon, egy új szerető, munkahely-változtatás vagy általában az életkörülmények javulása. 
Magasabb rendű mágia
A magasabb rendű mágia vagy ceremoniális mágia szimbólumokkal, rítusokkal, szertartásokkal dolgozik, természetfeletti és misztikus erők igénybevételére hagyatkozik. A rítusok során az érzékekre hat, különleges szertartásos öltözékeket használ fel, megidézi a szellemeket, isteneket, tömjént, füstölőt egyéb misztikus anyagokat, növényeket használ fel. Célja a transzcendentális élmény elérése.
Felsőbbrendű mágia
Célja az ember spirituális átalakulásának elősegítése. A mágia ezen ága a mágus tudatát a szent fény felé irányítja, amelyet gyakran különböző kozmológiák főistene személyesít meg. E mágia-ág célját a szent őrangyallal vagy az ember magasabb rendű énjével való kommunikációnak írják le.

### Céljai szerint
Természeti mágia
A természetre irányuló rítusok sorozata, mágikus varázsigék, idézések és ráolvasások felhasználásával. A természet szellemeit szólítja meg és lép velük kapcsolatba. Megpróbálja befolyásolni az időjárást, pl. szelet, esőt idéz.
Halotti mágia
Olyan mágikus rítusok és szertartások, amelyek célja az elhunyt ember túlvilági életének kellemessé tétele.
Utánzó mágia
A fekete mágiához tartozik az utánzó mágia, melyben az elképzelés szerint kapcsolat van egy tárgy vagy személy és egy hozzá hasonló tárgy (például viaszfigura vagy baba) között. A kívánt eredményt játsszák el vagy utánozzák a szertartás során. Legelterjedtebb formája a képmások mágiája, melyben egy létező személy képmását tűkkel szúrják át vagy égetik el, azzal a céllal, hogy az áldozatnak ártsanak.
Rontó mágia
Azon az elképzelésen alapuló mágia, hogy a dolgok között, amelyek valaha kapcsolatban álltak egymással, továbbra is létezik egyfajta kötelék. Ebből következik, hogy egy embernek ártani is lehet, ha körmét, haját vagy személyes tárgyát rituális eljárásnak vetik alá.
Védekező mágia
A varázsigék, megigézések és ráolvasások mágiája, melynek célja a fekete mágia hatásainak távol tartása. Céljai: otthon védelme, önvédelem, pszichikus védelem. Kedvelt szertartásai: házszentelő varázslat, elhárítás vagy elhárító varázslat, megkötés, megkötés átváltoztatással, bosszúságdoboz, figyelmeztető varázslat.

## Fajtái

### Módszerek alapján
- Asztrális mágia – A mágikus gyakorlatok azon alapulnak, hogy az égitestek hatással vannak a földi valóságra.
- Angyalmágia
- Démonmágia
- Kép- (talizmán-) mágia
- Kristálymágia
- Népi mágia – A köznapi emberek specialistáinak gyakorlata, az elmúlt századok boszorkányságának mágikus része
- Rituális (ceremoniális vagy szertartásos) mágia

Olyan gyakorlatok összessége, amelyben az egyén meghatározott szertartások és rituálék által próbálja elérni céljait. A gyakorlata gyakran olyan eszközöket igényel, amelyeket kifejezetten erre a felhasználásra készítettek vagy szenteltek. Gyakori eszköze a (varázs)pálca. Ez a mágia mindenféle misztikus hagyományból merít. Bizonyos vallási irányzatok is használnak rituális mágikus gyakorlatokat, ilyenek a tantrikus irányzatok, pl. a vadzsrajána buddhizmus.
- Szexuális mágia – az orgazmust használja fel varázscélokra

A sikeres rituálé négy elem tökéletes összjátékát feltételezi :
- a szexuális izgalom idején élesebb a telepatikus észlelés,
- közvetlenül az orgazmus előtt, alatt és után az agy rendkívül érzékeny,
- a szexuális csúcsélmény utat nyit a tudattalan birodalmába,
- orgazmus közben átélhető az időtlenség és az ego teljes felbomlása.

Aleister Crowley 1911-ben fejlesztette ki saját szexuális transz technikáját, amelyet később fel is jegyzett: „A jelöltet a próbára atletizálással és böjtöléssel készítik fel. A kijelölt napon két résztvevő minden ismert módszerrel igyekszik magát szexuálisan kimeríteni. A jelölt holtfáradtan álomba fog merülni, de ezután ismét szex. izgalomba kell hozni, utána megint alhat. E váltogatást a végtelenségig kell folytatni, míg a test teljes kimerültsége felszabadítja a jelöltet... és egyesül a legmagasságosabb és legszentebb Istennel, Mennynek és Földnek teremtőjével.” Ezt követően vért és ondót tartalmazó italokat készítenek és fogyasztanak, mely – állítólag – lehetővé teszi a teljes kapcsolatfelvételt a szellemekkel, megadván a képességet jóslásra vagy hatékony átkok szórására.
- Szimpatikus mágia: Sir James G. Frazer antropológus alkotta definíció, melynek lényege a "hasonló a hasonlóra hatással van", azaz egymástól távol lévő lények szimpatikusan viseltetnek, rokonszenveznek egymással és ez a szimpátia hatásossá teszi a szertartást.

### Földrajzilag

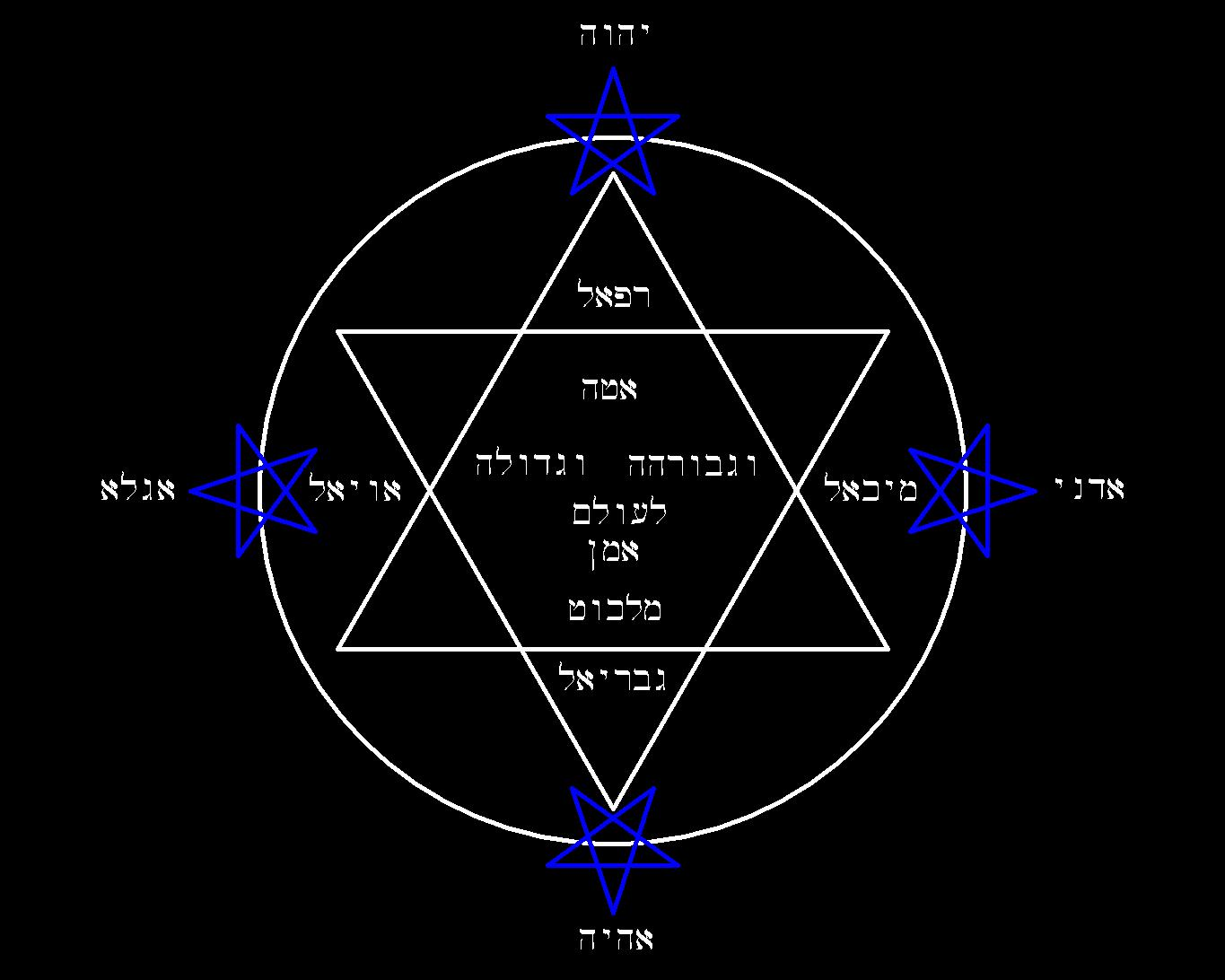
Modern mágikus szimbólum rituális héber szöveggel

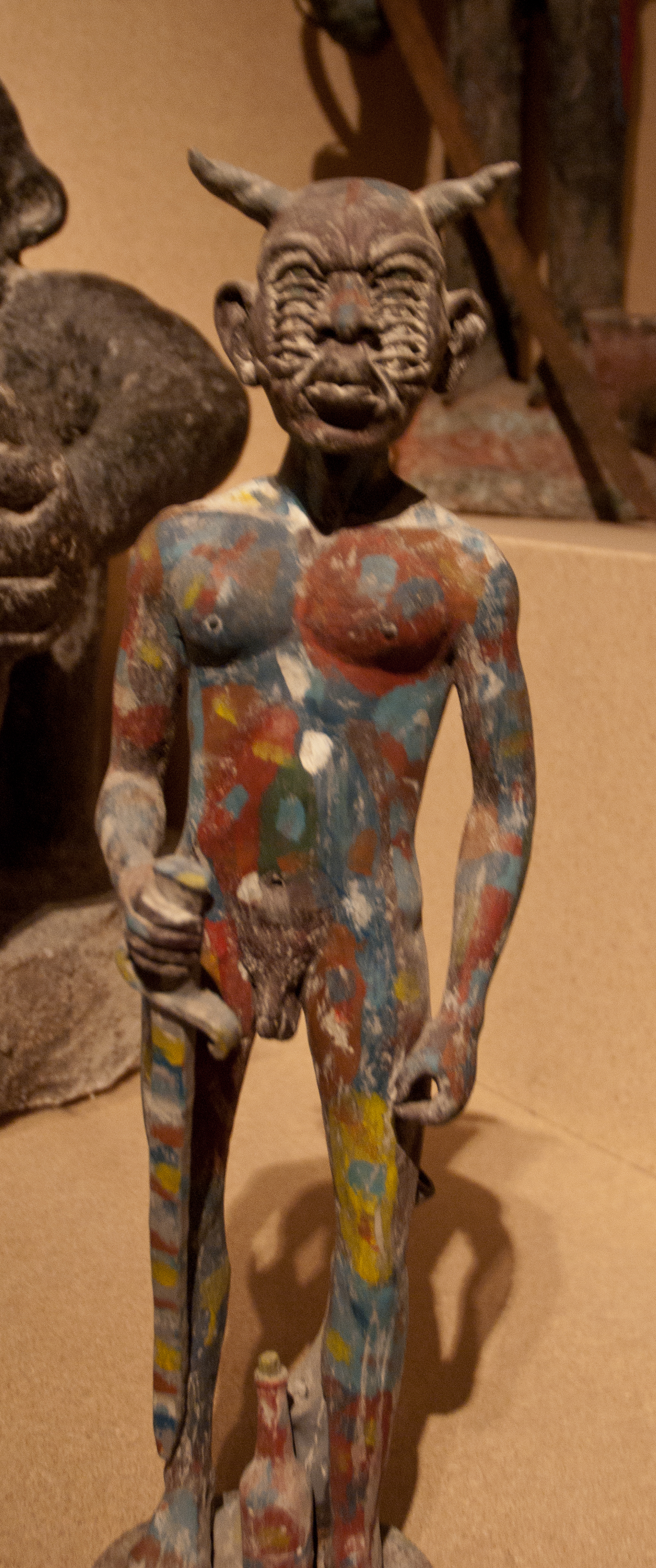
Haiti vudu fétis-szobrocska

A mágiát felhasználó mozgalmak, irányzatok, vallások:
Világszerte elterjedt
- Sámánizmus

A sámánizmusban a szellemek megnyerésének egyik módja az áldozat, a másik a mágia. A mágia itt már tovább megy egy lépéssel: kényszeríti a szellemeket az ember szolgálatára.
- Tantrizmus

Ha az önmegvalósítás tantrikus ösvényét fehér mágiának nevezzük, akkor elmondhatjuk, hogy a tantrának megvan a fekete mágikus oldala is. Egész Tantrákat (iratokat) találunk, amelyek kizárólag a fekete mágiára specializálódtak. A Damara-tantra jó példa a tantrán belül erre az irányzatra.
- Hermetizmus
- Pogányság, újpogányság, boszorkányság
  - Wicca
- New Age
- Sátánizmus

Világrészenként
- Afrikai mágia: pl. nyugat-afrikai vodun, a törzsi vallások
- Ázsiai: pl. kulam (Fülöp-szigeteki), onmjódó (japán)
- Európai: akelarre (újkori spanyol), benandanti (16-17. sz.-i észak-olasz), brujería (spanyol), chaos (brit)
- Észak-közép-amerikai: hoodoo, huna (a New Age egy irányzata), pow-wow, santería, vodou, vudu
- Dél-amerikai: candomble, umbanda, macumba (quimbanda)
- Óceániai: makutu (új-zélandi)

## A varázslás típusai
A varázslás, aszerint, hogy ki hajtja végre gyakorlatilag azt, két típusba sorolható:
- Közvetett: a mágus mindössze közvetíti a kérést, a hatalom az istenség vagy szellem kezében marad.
- Közvetlen: a mágikus hatalom a mágus kezében összpontosul, ő hajtja azt végre.

## A mágikus rítusok osztályozása
A mágikus rítusok a hatáskifejtés módja és általános filozófiájuk alapján három csoportba oszthatók:
- Természeti mágia: a mágia legősibb formája, megtalálhatók benne mind a közvetett, mind a közvetlen varázslás elemei.
- Papi (szakrális) mágia: a közvetett varázslásra épülő mágiaforma, melyben a varázslást egy felsőbbrendű hatalom hajtja végre.
- Misztikus (vagy hermetikus) mágia: közvetlen varázslás által a mágus maga hajtja végre a varázslatot.

A papi és misztikus mágia a természeti mágiából fejlődött ki, ám a különválás idejét nem lehet pontosan meghatározni, népenként jelentősen eltér. A három mágiaforma gyakran létezett (vagy létezik) egymás mellett, nem zárják ki egymást.

### Természeti mágia
Az alacsonyabb mágiát, amely a természeti törvényeket uralja, természeti mágiának nevezik. Mágikus varázsigék, megidézések és ráolvasások mágiája, melyek az elképzelések szerint a természetre vannak hatással és az időjárás aspektusait befolyásolják, a természetszellemekkel lépnek kapcsolatba vagy termékenységi ciklusokat változtatnak meg. 
Ez a varázslás legősibb formája, gyakran emlegetik druidizmusként vagy boszorkányságként. Gyakorlata az ókor végéig általános volt Európában, egészen addig, míg a szervezett vallások át nem vették szerepüket.

## Alapelvek
A lényegesebb alapelvek a következőkben foglalhatók össze:
- A mágikus gondolkodás alapelve, hogy az energia követi a gondolatot. Amikor az egyén létrehoz egy mentális képet, az energiát vonz magához és egyszer valósággá válik.
- A mágia mindig a tárgyra irányuló cselekvés. A tárgy itt, ebben az esetben inkább célt jelent, mint dolgot. Tehát jelen van a mágus aktív, hatékony ereje és egy más valaki vagy valami, aki/ami ezt a hatást elszenvedi. Ez az alapállás.[47]
- A transzfer. A transzfer az a mód, ahogyan a mágus hatni tud cselekvése céljára. Ez gyakran abban nyilvánul meg, hogy cselekvése közvetlen tárgya egy szimbólum, amely a valódi tárgynak képe, ábrázolása, reprodukciója. Miközben a szimbolikus képpel manipulál, a valódi hatás az igazi célra irányul. Tehát transzfer, áttétel jön létre a tárgy és ábrázolása között.[47]
- Ahhoz hogy egy gondolat megfelelő erőt kapjon, erős koncentráció szükséges. Az igazi koncentráció nehéz dolog. Eközben el kell végezni egy sor manuális tevékenységet, amelynek célja éppen a koncentráció.[47]
- Egy mágikus praktika során nagy mennyiségű energiát és akaratot kell átsugározni, néha nem kis távolságot áthidalva, ezért hosszabb időre is szükség lehet a felkészüléshez. Ezalatt az idő alatt tartózkodni kell a toxikusnak mondott ételektől és egyszerű táplálkozásra van szükség. Esetleg a néhány napos böjtölés sem árt. Ez szellemi világosságot, tisztaságot és nagyobb fokú koncentrációs képességet eredményez.[47]
  - Vannak irányzatok, amelyek a szexuális önmegtartóztatást, a böjtöt, az egyszerű táplálkozást javasolják. Eszerint az egyén ezekkel energiát gyűjt és testileg-szellemileg megtisztul. Minden egyes szellem egy hatalmas és veszélyes okkult erő megnyilvánulása és ez az absztinencia akadályozza meg, hogy tisztátalanság kerüljön a testbe amelybe a szellem belekapaszkodhatna.[48]

A szexualitás mellőzése egyfajta áldozatként szolgál, amelynél – a táplálkozás mellett – a legfontosabb ösztönünket mellőzzük. A kiegyensúlyozott hormonszint – amely a szex során felborul – alapvető szükséglet az átlépés feltételeinek sorában.[49] Aki tökéletesen képes uralni a táplálkozását és a szexuális energiáját, semmilyen más módon meg nem szerezhető képességekre tesz szert.[50]
  - Vannak más mágusok, akik pont az ellenkezőjét ajánlják. Állításuk szerint a bódító italok, drogok és szexuális kicsapongások egy olyan kimerültségi és felajzott állapothoz vezetnek, ahol a mágikus erők elérik a csúcspontjukat. Itt nem arról van szó, hogy a mágus ezeket a dolgokat a saját élvezetére és szórakozására teszi, mert az tönkretenné a kemény összpontosítást, amire itt szükség van. Mindennek sokkal inkább azt az egyetlen célt kell szolgálnia, hogy a mágikus energiák a legmagasabb potenciálra emelkedjenek. A résztvevőt ezért alkohollal, drogokkal és magával a ceremóniával annyira meg kell gyengíteni, hogy annak az erőnek, amely hatalmába akarja keríteni, a lehető legcsekélyebb ellenszegülést mutassa. [48]

Itt kezdődik a fehér- és fekete-mágia útjának szétválása.
- A rosszul vezetett praktika visszaüthet. Más szóval: ha a mágus által végzett cselekvés nem éri el a célját, az őrá hárulhat vissza. Ezt nevezik bumerángeffektusnak. Ezért az egyénnek ajánlatos tartózkodnia a másoknak bajt okozó mágikus eljárásoktól. [47]
- Aki erőt akar kifejteni, annak életerősnek kell lennie. "A beteg fának apró a gyümölcse." [51]
- A mágiának nagyon sok különféle fajtája van. Némely változata igen veszélyes. A szertartásmágia során például, amikor a mágus halottat idéz vagy ördögöt űz, olyan entitásokkal dolgozik, amelyek legtöbbje végzetes lehet a nem felkészült egyén számára.[52] Sok ezoterikus végezte már a pszichiátrián.[53]
- A mágia teljes titoktartás követel. A mágusnak hallgatnia tudnia kell. Aki sikereiről közlést tesz, az ezzel el is veszti azokat. Ez okkult törvény. [54]
- Az anyag uralása elsősorban türelmet és nyugalmat igényel. Türelem és kitartás képezik az alapot, amelyen a pszichikai erők fejlődése nyugszik.[54] A mágikus képességek megszerzéséhez (többnyire) mindennapos, hosszú gyakorláshoz van szükség.

A két alapvető módszer, amely a népi varázslás legprimitívebb szertartásaitól a transzcendentális mágia legbonyolultabb rítusáig meghatározza a mágikus praxist, a hasonlósági és az átviteli mágia, amelyek igen gyakran egymást kiegészítve, egymással összefonódva vannak jelen a mágikus cselekedetekben. (Lásd mindkettőt lejjebb a szimpátia elvében.)

## A mágia törvényei
A mágia három nagy törvénye Omraam M. Aïvanhov misztikus alapján : 
- A bevésődés törvénye

Az emberek gondolatai, érzései és cselekedetei bevésődnek a lényükbe és a környezetükbe; nem tűnnek el nyomtalanul.
A mágia és ezoterika alapján az éterben és a tárgyakban a történelem és az emberi élet összes eseménye fel van jegyezve. Ezek a nyomok tulajdonképpen az ún. ákása archívumoknak felelnek meg. Minden, amit teszünk, azokon a helyeken, ahol élünk, lenyomatot, képeket, kliséket hagy hátra, amely megmarad az éteri síkon és különböző tárgyakon. Ha egy arra érzékeny, tisztánlátó ember arra jár, meg is tudja mondani, hogy mi történt az adott helyen  vagy egy tárggyal kapcsolatba kerülve, tudni fogja annak múltját.
- A hasonlóság törvénye

Minden rezgés egy hozzá hasonló rezgéssel készül összeolvadni, ezért minden teremtmény – a rá jellemző rezgéseknek és hullámhosszoknak köszönhetően – az univerzum olyan lényeivel, entitásaival és erőivel lép kapcsolatba, amelyek a vele megegyező hullámhosszal, rezgésekkel bírnak. Ennek megfelelően az ember is hasonul olyan régiókhoz, látható és láthatatlan teremtményekhez, amelyek a vele azonos hullámhosszal rendelkeznek, és amelyeket ő vonz magához. 
- A visszacsapódás törvénye

Semmi nem múlik el hatás nélkül, bármi, amit az ember tesz, az végül visszajut hozzá. Minden gondolat, érzés, vágy és tett visszacsapódással jár.
Az egyén viselkedésének következményei gyakran nem érezhetők azonnal. A hatások először más emberekhez jutnak el: rokonokhoz, barátokhoz, majd néha még távoli, ismeretlen emberekhez is, akik befogadják az első egyén gondolatai, érzései és cselekedetei által keltett hullámokat. Hasonló a jelenség az egymás mellé felfüggesztett golyók mozgása által tovább adott csapódásokhoz. Az első golyó kilendül, megüti a következő, mellette levőt és a csapódás tovább folytatódik az egymás melletti golyókon. Az utolsó golyó – ami az ütést kapja – is kimozdul, majd visszalendül, és ugyanaz a jelenség jön létre az ellenkező irányban; az újabb rezgések az egymás melletti golyókon keresztül szintén továbbítódnak. A hatás visszajut az első golyóhoz.
lásd még lent: A következmény törvénye
Kutatók alapján
Megjegyzés: az alább felsoroltak a következő kutatóktól származnak: Sir James George Frazer, Isaac Bonewits  és Marcus Cordey.
A mágia elméletei és törvényei népenként eltérnek, de megállapítható egy általános rend, melyben benne foglaltatik a nyugati és közel-keleti mágikus hagyomány legnagyobb része.
A mágia törvényei három elvben foglalhatók össze: hasonlósági (szimpatikus), ellentétes (antipatikus) és egyetemes elvek.

### A szimpátia elve
Feltételezi, hogy a dolgok távolból, titkos szimpátia útján hatnak egymásra, a hasonlóság révén az impulzus átvihető az egyikről a másikra.
Törvényei:
- a tudás törvénye;
- a hasonlóság törvénye (homeopatikus mágia);
- a kapcsolat törvénye (átviteli mágia);

#### A tudás törvénye
E törvény azt jelenti, hogy egy bizonyos dolog vagy létező ismerete hatalmat biztosít fölötte (amint az atom belső szerkezetének ismerete lehetővé teszi a fizikusok számára, hogy energiát nyerjenek belőle). Ennek értelmében a tudás hatalmat jelent.

#### A hasonlóság törvénye
Ennek értelmében a varázsló egy cselekményt utánoz, amelynek segítségével bizonyos hatást kíván létrehozni;
a mágia nevezhető homeopatikus, imitatív vagy mímelő mágiának a "a hasonló hasonlót szül" alapon
Minden olyan mágikus aktus, mely a makrokozmosz mikrokozmoszban való kicsinyített leképezését jelenti, a homeopatikus mágia körébe tartozik (az asztrológia és a voodoo baba a legismertebb formái).
Például, ha az ellenségét úgy akarja megsemmisíteni valaki, hogy képmását sérti meg vagy pusztítja el, ugyanis ha a képmás sérül, akkor az ábrázolt személy is sérül vagy meghal. Így például ha egy odzsibvé indián rosszat akar valakinek, fából elkészíti a képmását, és tűt szúr a szobor fejébe vagy a szívébe, azzal a szándékkal, hogy a tű szúrása fájdalmat okoz az illető személynek. Ha azonban a szándéka az, hogy az illető személyt megölje, akkor mágikus szavak kíséretében eltemeti a fabábut. A perui indiánok is így járnak el: zsírból és földből formálják a csontokat. Malájföldön azt is fontosnak tartják, hogy a bábunak tartalmaznia kell a célszemély testéből származó anyagot, mint például a haj, köröm.
A homeopatikus mágiát nem mindig rossz cél érdekében alkalmazták: alkalmazták például a szülések megkönnyítésére is. A szumátrai batakoknál, ha egy nő meddő volt, akkor egy gyerek képmását faragta ki fából és ölben tartotta, felöltöztette stb. Vagy az is gyakori, hogy egy meddő házaspár hív egy sokgyerekes apát, aki egy gyerek fabábuját tartja a meddő apa fölé és varázsmondókát mormol.
De alkalmazzák még gyógyításra is: a sárgaságot gyógyították úgy, hogy sárga dolgokba űzték a bajt. A homeopatikus mágia, illetve a homeopatikus jellegű gyógyítás ősi formái azonban nem keverendőek össze a modern homeopatikus gyógyítással.
Ezt a fajta mágiát leginkább a táplálék biztosításában szokták alkalmazni.Új-Guineában az a szokás, hogy a kókuszpálmán található rovart beteszik a lándzsájukban található üregbe, ahol a dárdahegy illeszkedik, hogy a dárdahegy is olyan szilárdan beékelődik a nyélbe, mint a rovar a fába.

#### A kapcsolat törvénye
A kapcsolat törvénye (átviteli mágia) azon elgondolás megtestesítője, miszerint bármely két objektum, mely valaha kapcsolatba került, kapcsolatban is marad, függetlenül attól, hogy elválasztódnak vagy sem. Némely mágikus hagyomány szerint a kapcsolat gyengülhet tér és idő függvényében, bár teljesen soha nem szűnik meg. A kapcsolat törvénye alapján egy hajszál, egy körömdarab vagy egy vércsepp (avagy bármi más, ami kapcsolatban volt egykor az egyénnel) felhasználható a varázslat kivitelezésében. A varázslás sikere nagyban függ a kapcsolat erősségétől.
Átviteli mágia, például az olyan szokások, hogy a újszülött köldökzsinórját elteszik, mert ennek megsemmisülése az újszülött csecsemő sorsát negatívan befolyásolná (Kína).
Európában a fogak elhajítását övezte tilalom: ugyanis ha ezeket valamilyen állat eszi meg, akkor a gyereknek az állathoz hasonló foga fog nőni.
Plinius azt írta: ha megsebesítettél egy embert, és ezt fájlalod, akkor arra a kezedre kell köpnöd, amely a sebet okozta, és akkor a szenvedő fájdalmai enyhülnek. Melanéziában, ha egy férfi barátai birtokába jutnak annak a nyílnak, ami a férfit megsebezte, akkor gyulladásgátló falevelekbe göngyölik a nyilat, annak érdekében, hogy a sebesült gyulladása enyhüljön.
Európa egyes tájain, úgy tartják, ha valakinek a lábnyomába szöget ütnek, akkor az illető lesántul. De ugyanezt a módszert vadászatnál is felhasználták: a jobb hatás elérése érdekében fontos volt, hogy a szög koporsóból legyen kihúzva.

### Az ellentét elve
Törvényei:
- A szembenállás törvénye;
- A visszafordítás törvénye;
- Az entrópia törvénye;

#### A szembenállás törvénye
Azon az elven alapszik, hogy mindennek létezik egy ellentéte. Ezen ellentétes erőnek az ismerete lehetőséget ad a másik fél semlegesítésére vagy megszüntetésére. Ez a lehetőség azonban nem biztosíték, hisz az ellentétek nem feltétlenül pusztítják el egymást, néha vonzzák egymást (pl. mágnesesség). Az említett bizonytalanságból következik, hogy a szembenállás törvényével nehéz dolgozni, hisz az eredmény is bizonytalan (az elemek talán semlegesítik, talán erősítik egymást).
Példák: a vámpírok irtóznak a szentelt víztől, a kereszttől, vagy csak a szívükbe ütött karóval lehet őket megölni; a vérfarkasokat csak az ezüst sebzi; stb.

#### A visszafordítás törvénye
Minden, ami megtehető, vissza is fordítható. Erre az állításra épül a visszafordítás törvénye. Ami létrejött lerombolható, s ami leromboltatott újra létrehozható. A mágia ezen törvényét kiegészíti az entrópia-elv (mely a fizika tudományának is alaptörvénye – a termodinamika második törvénye). Annak értelmében nehezebb rendet vinni egy rendszerbe, mint megszüntetni azt, tehát építeni, létrehozni több energiát igényel, mint megsemmisíteni. Egy varázslat létrehozásához nem pusztán az energiára van szükség (ima vagy rítus), de ezt az energiát akarat által a megfelelő irányba kell terelni. Ezzel szemben a varázslat megszüntetéséhez mindössze fel kell tölteni az egyént vagy tárgyat a megfelelő mennyiségű ellentétes energiával (a szembenállás törvénye alapján), s annak hatása semlegesítődik. Ebben az esetben csak az energiára van szükség, az irány már előre adott, így az akarat ereje nem irányító (kiegészítő) hanem közvetlen energia.

#### Az entrópia törvénye
Az entrópia-elv nem pusztán az előző törvénnyel összefüggésben hat a mágiára, önmagában is fontos tényező. E törvény értelmében minden zárt (külső hatásoktól mentes) termodinamikai rendszerben – amilyen az Univerzum is – az energia az egyenletes eloszlás felé halad fokozatosan megszüntetve az olyan lokális rendszereket, melyek rendezettsége az átlagtól eltér.  Magasabb renzettségi szintet csak munka, azaz többletenergia befektetésével lehet elérni, és fenntani. Hasonlóképpen, ahhoz, hogy a mágus a befektetett energiát sikeresen ültesse át a varázslatba, szüksége van az akarat irányító erejére, nem pusztán a rítusra. Mondhatni, egy erősebb varázslat több „bioenergiát” emészt fel.

### Egyetemes elvek
Ezen elvben foglalt törvények nem pusztán a varázslásra vagy annak részeire vonatkoznak, hanem a világ működésének egészére, okkult szempontból vizsgálva azt.
Törvényei:
- A végtelenség törvénye;
- A kiegyenlítődés törvénye;
- A következmény törvénye;

#### A végtelenség törvénye
Egy esemény lehetséges következményeinek száma végtelen. Azt, hogy a valóságban mely lehetőség valósul meg, a valószínűsége határozza meg (mely valószínűséget a külső események befolyásolhatnak). A mágia szerepe ezen valószínűség megváltoztatásának elérése (a kívánt cél irányába), a mágikus rítus energiája és az akaraterő befektetése által. Minél több áll ezekből rendelkezésre a varázslás aktusánál, annál valószínűbb a kívánt lehetőség megvalósulása (a varázslat "manifesztálódása"). Ezen törvény értelmében minden mindennel összefügg, s ezek együttese alakítja ki a végtelen lehetőségekből a valóságot.

#### A kiegyenlítődés törvénye
Az egyensúly törvényeként is ismeretes, összefüggésben áll a visszafordítás törvényével. Kijelenti, hogy minden erővel (entitással) szemben léteznie kell egy azonos – de ellentétes – energiájú erőnek (entitásnak) – vagy több, egymást az azonosságig kiegészítőnek. Ez az elv a mágiában a következőképp valósul meg: ahhoz, hogy a varázslat hatása valahol kifejtődjön, valahonnan az az energia el kell vonódjon (ha a varázslat esőt hoz valamely területre, másutt szárazság lehet). E törvény értelmében valami nem születhet semmiből.

#### A következmény törvénye
Ezt a törvényt gyakran egyszerűen csak karmaként emlegetik, a keleti filozófiák hatására. A kiegyenlítődés törvényével együtt alkotja az okság elvét, miszerint minden tettnek van valamilyen következménye. Áldás kivarázslása áldást hozhat a mágusra, amiként átok átkot szülhet. Ez az elv is a homeopátia elvéhez hasonló, miszerint hasonló hasonlót szül, ellenben ez a mágusra vetíti azt vissza. A kiegyenlítődés törvényének megfelelően azonban nincs teljesen rossz vagy jó tett, mindkettőnek lehet ellenkező irányú következménye. Így a mágusnak a tett lehetséges következményeit is mérlegelnie kell, mert esetleg rosszabbul járhat a tettel (és annak következményeivel), mintha nem cselekedne.